# Ивась
«Ивась» — советский звуковой рисованный мультипликационный фильм для взрослых, снятый в 1940 году на студии «Союзмультфильм» режиссёром Иваном Вано по сценарию Л. Лукацкого. Был выпущен на экраны в 1940 году в чёрно-белом варианте на русском и белорусском языках. Выпуск цветного варианта не состоялся.

## Сюжет
Белорусского парня-богатыря по имени Ивась силком забрал в рекруты военный отряд из Польши. Прошёл парень тупую и тяжёлую воинскую муштру и занял в польском войске самый нижний чин. Издевались над богатырём паны-офицеры, требуя выполнять немыслимые приказы о трудных работах разных, а злой поручик и свирепый капрал не давали ему при этом ни днём ни ночью отдохнуть. Но за одну ночь проложил Ивась в дремучем лесу просеку, а за другую — через быструю речку мост построил, а ещё большие дороги проложил, высокие крепости возвёл. Из всех благодарностей за работу изнурительную были одни лишь зуботычины. Как только начинал бывало Ивась, устало лёжа, мечтать о прогоняющем серые облака свободном вольном ветре, так сразу злой капрал пинками его поднимал и гнал дальше работать.
Однажды поручили богатырю охранять полковую казну в течение трёх дней. Стоя на посту, в мечтах уносился парень на восток — туда, где советские люди счастливо жили и трудились. Пришли ночью паны-офицеры кассу полковую грабить. Не дал мужественный Ивась деньги солдатские похитить, отстоял их. Утром представили богатыря к награде за доблесть: назначил генерал холопу усердному … 200 плетей. Но всё же удалось избегнуть парню милости генеральской, потому что пришла с востока освободительная Красная Армия вместе с подувшим оттуда ветром свежим и смела ненавистных для Ивася панов белых с земли белорусской. Исчезли и капрал свирепый и поручик злой. Поднялся освободившийся Ивась, сбросил с себя форму военную, расправил плечи богатырские и встал, улыбаясь радостно солнышку на небо восходящему. И не забыл поблагодарить воинов советских за освобождение своё.

## Создатели
- Автор сценария — Л. Лукацкий
- Режиссёр — Иван Вано
- Ассистент режиссёра — Александра Снежко-Блоцкая
- Художник — Александр Трусов
- Композитор — Михаил Старокадомский (в титрах — Л. Старокадомский)
- Типажи — художник И. Семёнова
- Технический ассистент — В. Свешникова
- Оператор — Михаил Друян
- Звукооператор — С. Ренский
- Мультипликаторы: Ламис Бредис[a], Александр Беляков[b], Михаил Ботов[c], Дмитрий Белов[d], Борис Дёжкин[e], Роман Давыдов[f], Л. Диковский, М. Иртеньев, И. Коваленко, Валентин Лалаянц[g], Константин Малышев[h], Борис Петин[h], Лев Попов[i], Л. Сергеев, Анна Щекалина[j]
- Озвучивание:
  - Борис Толмазов — Ивась
  - Георгий Милляр — генерал
  - Владимир Лепко — полковник
  - Сергей Мартинсон — поручик
  - Анатолий Горюнов — капрал
  - Д. Узнадзе — исполняет песню (в титрах отсутствует)

## Технические данные
Графический звуковой мультипликационный фильм «Ивась» был снят в 1940 году (производство было начато 22 октября 1939 года) на студии «Союзмультфильм» методом «трёхцветки» на цветную плёнку, состоящую из двух частей общей длиной 630 метров. Имел два варианта озвучивания — на белорусском и русском языках. Был выпущен на экраны в 1940 году в чёрно-белом варианте (по разным данным паспорт был выдан или 22 ноября или 31 декабря). Выпуск цветного варианта был отложен на июнь 1941 года, но так и не состоялся, несмотря на отправку в Самарканд. По состоянию на 2002 год хранился в Госфильмофонде РФ.

## Производство
«Ой ты, горюшко,

горе горькое,

Горе горькое —

хмарь осенняя…»
По воспоминаниям Ивана Иванова-Вано, современная гротесковая сказка «Ивась» была поставлена им по сценарию Л. Лукацкого в 1940 году в содружестве с оператором М. Друяном и художником А. Трусовым. В основу сказки о тяжёлом положении крестьян под гнётом панства был положен белорусский материал. Эта сатирическая сказка-памфлет, ставшая одной из последних работ Иванова-Вано до начала Великой Отечественной войны, шла в прокате на двух языках: белорусском и русском.
Фильм был решён в серовато-коричневых грустных тонах. Самой печальной была обстановка в начале фильма, сопровождавшаяся грустной песней, которую пела одинокая бедная женщина, стоя у надломленной тонкой берёзки: осенний мелкий дождь шёл из низко нависавших над землёй туч серо-свинцового цвета, ветер гонял сухие редкие листья по намокшему полю. Такая серовато-коричневая тональность была выдержана почти до самого конца. Лишь в финале, с прибытием Красной Армии, когда рассеивались на небе серые тучи, начинало ярко светить солнце и пейзаж становился радостно-золотистым.
Композитор М. Старокадомский, умело используя старинные народные мелодии, ярко передал в музыке фильма свойственные белорусскому народу трогательную песенную лирику и сочный народный юмор. В финале из тишины начинала, спокойно возникая, звучать музыка композитора Л. Книппера, написанная им на известный песенный мотив «Полюшка-поля», к концу её звучание становилось мощным мажорным.

## Критика
Киновед Иосиф Долинский, рассказывая на страницах учебника 1969 года издания «Краткая история советского кино. 1917—1967» о советских мультипликационных фильмах 1930-х годов, засвидетельствовал большой художественный подъём в советской мультипликации конца 1930-х годов и отнёс ленту «Ивась» к числу фильмов, выпускавшихся «Союзмультфильмом» для взрослых, а не для детей.
В 1999 году киновед Сергей Анашкин в видеообзоре на страницах журнала «Искусство кино» описывал, в том числе и видеокассету «Боевые страницы» (2-й выпуск «Антологии „Союзмультфильма“»), представлявшую собой, по утверждению Анашкина, сборник чёрно-белых пропагандистских сказок 1936—1940 годов для зрителей всех возрастов и включавшую мультфильм «Ивась» режиссёра Иванова-Вано. Анашкин нашёл, что, несмотря на то, что с первого взгляда «Ивась» представляется типичной сказкой о побеждающем угнетателей крестьянском сыне, существенное значение в сюжете имеет то обстоятельство, что его героем является житель Западной Украины, то есть единокровный брат [зрителя], а побеждает он притеснявших его польских панов. Поэтому и финалом фильма является не свадебный пир, а приход Красной Армии (прибывшей для раздела «панской» Польши).
В 2003 году Василий Токарев писал на страницах журнала «Отечественная история» в статье, посвящённой польской тематике в предвоенном советском кино 1939—1941 годов, что мультипликатор Иван Иванов-Вано в своём мультфильме 1940 года «Ивась», показывающем как польское войско сметается с белорусской земли Красной Армией, предложил портрет польского офицерства, похожий на созданный в других советских фильмах того времени. По утверждению Токарева, в ленте «Ивась» предстала целая галерея алчных и тупых офицеров: это капрал с поручиком, пинками и оплеухами понукающие солдата-белоруса, а также генерал, который за спасение от разграбления офицерами полковой казны наградил солдата плетьми.
В 2020 году студентка Нигорахон Махкамова в своей статье, посвящённой советской мультипликации и опубликованной в сборнике XV Колосницынских чтений, отнесла фильм «Ивась» к числу нескольких мультипликационных произведений, выпущенных «Союзмультфильмом» в связи с усилением агрессивной германской политики, особенностью которых являлось поднятие серьёзных военных тем, несмотря на несерьёзность использованных средств (особой сценичности, преувеличения). По утверждению Махкамовой, эти особенности проявились позже в фильмах периода Великой Отечественной войны.
В 2024 году историк анимации Георгий Бородин в статье, посвящённой тематикам Второй мировой войны и антифашизма в советских мультфильмах 1933—1944 годов, отметил, что в фильме «Ивась» Иванова-Вано, было отражено «освобождение» Советским Союзом Западной Белоруссии. В этой советской сказке рассказывалось об Ивасе — крестьянском парне, который, будучи угнаным в польскую армию, несмотря на издевательства, творимые польскими офицерами, в кратчайшие сроки героически исполнил непосильные задания — прорубил через дремучий лес просеку, построил через реку мост и даже охранял казну полка от тех же казнокрадов, что им командовали. Заканчивался фильм прибытием «вольного ветра» (советских войск), освободившего Ивася от гнета панов. По мнению Бородина, тот факт, что выпуск цветного варианта ленты так и не состоялся, возможно, мог быть связан с изменением официального отношения СССР к полякам, повлекшим проведённую в самом начале Великой Отечественной войны очистку советского проката от антипольских фильмов. Бородин нашёл очевидным то, что однотипность мультипликата наступающих советских танков и летящих самолётов в военных киноплакатах 1941 года свидетельствовала об использовании при их создании некоторых материалов мультфильма «Ивась».